# Horst Frank (actor)
Horst Frank (28 de mayo de 1929 - 25 de mayo de 1999) fue un actor teatral, cinematográfico y televisivo de nacionalidad alemana.

## Biografía
Su nombre completo era Horst Bernhard Wilhelm Frank, y nació en Lübeck, Alemania. Tras estudiar en la Realschule, Horst Frank inició su aprendizaje, que hubo de detener debido al servicio militar durante la Segunda Guerra Mundial. Entre 1947 y 1949 completó su educación como actor en la Hochschule für Musik und Theater de Hamburgo, financiando su educación con trabajos ocasionales como vigilante nocturno o cuidador de niños. Aunque no aprobó el examen final, en 1950 obtuvo su primer compromiso. Entre sus primeros trabajos figuran actuaciones en el Theater Lübeck, en Bonn, Basilea, Baden-Baden y en el Wuppertaler Bühnen. Durante su carrera en la televisión, únicamente volvió al teatro para actuar en giras en las que participó gracias a la popularidad conseguida en la pantalla.

### Carrera cinematográfica
En los años 1950 actuó en diferentes películas producidas en Alemania. Además de interpretar al clásico héroe, la época del milagro económico alemán exigía también personajes que eran antihéroes, por lo cual Frank se especializó en la interpretación de papeles pesimistas y melancólicos. Tras dos producciones televisivas, su primera película, Der Stern von Afrika (1957), ya le ofreció uno de esos papeles, el del cínico aviador Albin Droste. Después rodó algunas cintas antibélicas como Haie und kleine Fische (1957) y Hunde, wollt ihr ewig leben (1958). Frank parecía predestinado a interpretar papeles de delincuentes, lo cual hizo en 1958 en el film Das Mädchen vom Moorhof (a partir de la novela de Selma Lagerlöf) y en Der Greifer (con Hans Albers como el comisario).
En la década de 1960 continuó encasillado en los papeles de personajes dudosos. Fue un gánster en Um null Uhr schnappt die Falle zu (1966) y en Die Rache des Dr. Fu Man Chu (1967). En el telefilm dramático Caligula (1966) brilló interpretando al personaje del título. Algunas de sus películas, a menudo ambientadas en el Lejano Oriente, se beneficiaron de su personal voz. En el año 1971 participó en una producción con un gran éxito de público, Und Jimmy ging zum Regenbogen, basada en una novela de Johannes Mario Simmel.

### Carrera en la televisión
Gracias a su actuación en la series criminales de la ZDF Der Kommissar, Derrick y Der Alte, así como a su trabajo como el Barón de Lefouet en la miniserie Timm Thaler (1979, basada en la obra de James Krüss), Frank consolidó su carrera en la televisión.
Frank actuó en otras series como Der Winter, der ein Sommer war, Rivalen der Rennbahn, Das Traumschiff o Elbflorenz, y fue actor invitado en numerosas producciones televisivas, como Sonderdezernat K1, SOKO München, Polizeiruf 110, Der Fahnder, Tatort, Großstadtrevier, Peter Strohm o Adelheid und ihre Mörder, entre otras muchas.

### Otras actuaciones
Gracias a su personal voz, Horst Frank fue también contratado como actor radiofónico. En 1953, y bajo la dirección de Eduard Hermann, actuó en Sie klopfen noch immer, acompañado por Kurt Lieck y Hans Lietzau. También fue un éxito el programa de radio Die drei ???, en el cual encarnaba al Comisario Reynolds. Otra producción radiofónica en la cual demostró su versatilidad fue Kung Fu, y coprotagonizó con su esposa, la actriz Brigitte Kollecker, tres episodios de Die Gruselserie, de H. G. Francis.
Para el sello discográfico Europa hizo diferentes papeles, siendo el capitán Nemo en su grabación de Veinte mil leguas de viaje submarino, de Jules Verne. 
También fue actor de doblaje, prestando su voz a los actores estadounidenses Laurence Harvey y Jack Palance.  Irónicamente, sin embargo, en la mayor parte de sus películas extranjeras, y también en algunas alemanas, Frank fue doblado por Helmo Kindermann.
Así mismo, Horst Frank probó suerte como escritor. Escribió el libro de poesía Wenn ich im Spiegel mich beschau, publicado en 1989 por la editorial R.G. Fischer. Algunos de los poemas fueron utilizados en un disco musical, Lampenfieber, editado en 1989. En 1981 publicó un libro de memorias, Leben heißt Leben.

### Vida privada

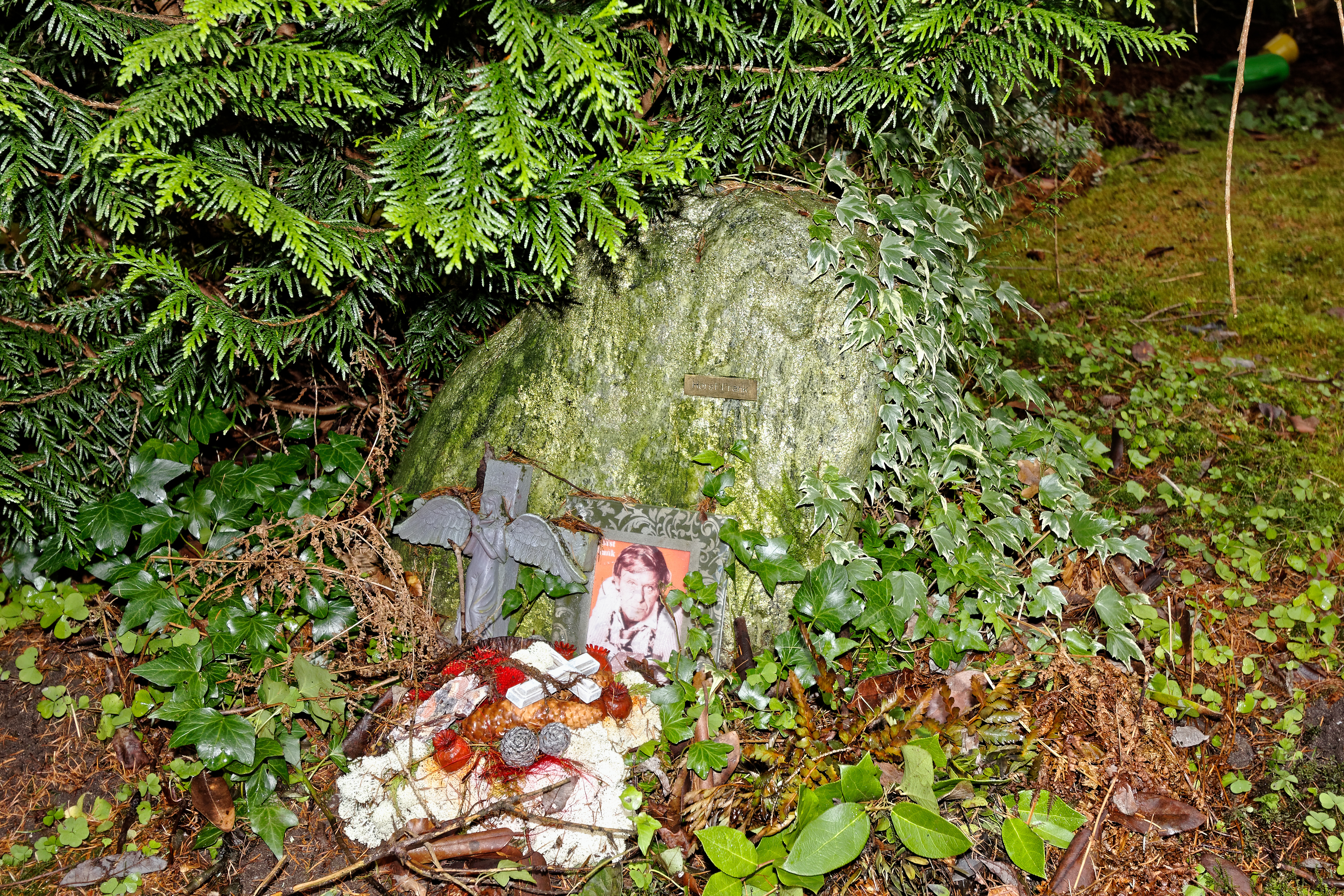
Tumba de Horst Frank en el cementerio Ohlsdorf

Horst Frank vivió durante varios años en Francia e Italia, y entre 1961 y 1963 residió en una granja en Tanganica, viéndose obligado a volver a Alemania a causa de la inestabilidad política. 
Tuvo un hijo fruto de su primer matrimonio, y una hija con la actriz Chariklia Baxevanos, Désirée. En 1979 se casó por cuarta vez, con Brigitte Kollecker.
Horst Frank falleció en 1999 en Heidelberg, Alemania, unos días antes de cumplir los 
70 años de edad, a causa de una hemorragia cerebral. Fue enterrado en el Cementerio Ohlsdorf de Hamburgo.

## Filmografía

### Cine
- 1957 : Der Stern von Afrika
- 1957 : Haie und kleine Fische
- 1958 : Der Greifer
- 1958 : Das Mädchen Rosemarie
- 1958 : Blitzmädels an die Front
- 1958 : Das Mädchen vom Moorhof
- 1958 : Schwarze Nylons – Heiße Nächte
- 1958 : Meine 99 Bräute
- 1959 : Hunde, wollt ihr ewig leben
- 1959 : Lupi nell'abbassi
- 1959 : Die Nackte und der Satan
- 1959 : Abschied von den Wolken
- 1960 : Bumerang
- 1960 : Kein Engel ist so rein
- 1960 : La Chatte sort ses griffes
- 1960 : Die zornigen jungen Männer
- 1960 : Die Nacht der Liebenden
- 1960 : Fabrik der Offiziere
- 1961 : Tu ne tueras point
- 1961 : Treibjagd auf ein Leben
- 1961 : Cariño mío
- 1961 : Unser Haus in Kamerun
- 1962 : Haß ohne Gnade
- 1962 : Heißer Hafen Hongkong
- 1962 : Zwischen Schanghai und St. Pauli
- 1963 : Der schwarze Panther von Ratana
- 1963 : Die weiße Spinne
- 1963 : Les Tontons flingueurs
- 1963 : Die Flußpiraten vom Mississippi
- 1964 : Weiße Fracht für Hongkong
- 1964 : Die Tote von Beverly Hills
- 1964 : Die Diamantenhölle am Mekong
- 1964 : Das Geheimnis der chinesischen Nelke
- 1964 : Die letzten Zwei vom Rio Bravo
- 1964 : Die Goldsucher von Arkansas
- 1964 : Der fliegende Holländer
- 1965 : Die schwarzen Adler von Santa Fe
- 1965 : Der Fluch des schwarzen Rubin
- 1965 : Das Geheimnis der drei Dschunken
- 1965 : Corrida pour un espion
- 1965 : Die letzten Drei der Albatros
- 1966 : Um null Uhr schnappt die Falle zu
- 1966 : Für eine Handvoll Diamanten
- 1966 : Inferno a Caracas
- 1966 : I Deal in Danger
- 1967 : Le Dimanche de la vie
- 1967 : Die Rache des Dr. Fu Man Chu
- 1967 : Deux billets pour Mexico
- 1967 : Fünf gegen Casablanca
- 1967 : Eine Handvoll Helden
- 1968 : Django – Die Totengräber warten schon
- 1968: Django und die Bande der Gehenkten
- 1968 : Hasse deinen Nächsten
- 1968 : Django – Ein Sarg voll Blut
- 1969 : Paria
- 1969 : Marquis de Sade: Justine
- 1969 : Von allen Hunden des Krieges gehetzt
- 1969 : Catherine
- 1969 : Die Engel von St. Pauli
- 1969 : Così dolce … così perversa
- 1970 : Frisch, fromm, fröhlich, frei
- 1970 : Das Glöcklein unterm Himmelbett
- 1971 : El gato de las 9 colas
- 1971 : Und Jimmy ging zum Regenbogen
- 1971 : Der scharfe Heinrich
- 1971 : Fluchtweg St. Pauli – Großalarm für die Davidswache
- 1972 : L’occhio nel laberinto
- 1972 : L’etrusco uccide ancora
- 1972 : Gran duelo al amanecer
- 1974 : Carambola
- 1975 : Das Amulett des Todes
- 1975 : Auch Mimosen wollen blühen
- 1976 : Der flüsternde Tod
- 1976 : Die Elixiere des Teufels
- 1976 : Rosemaries Tochter
- 1977 : Das Gesetz des Clans
- 1980 : Das Traumhaus

### Televisión
- 1955 : Die Puppen von Poshansk
- 1955 : Wo die Liebe ist, da ist auch Gott
- 1956 : Geschwader Fledermaus
- 1956 : Das salomonische Frühstück
- 1956 : Der kleine Friedländer
- 1956 : Kolibri – Eine Magazingeschichte
- 1956 : Unheimliche Begegnungen
- 1956 : Schatten in der 3. Avenue
- 1957 : Bei Tag und bei Nacht oder Der Hund des Gärtners
- 1957 : Eurydice
- 1958 : Blick zurück im Zorn
- 1961 : Ein wahrer Held
- 1963 : Tod eines Handlungsreisenden
- 1966 : Apfelsinen
- 1966 : Blue Light (serie TV)
- 1966 : Caligula
- 1969 : Der Kommissar (serie TV), episodio Ratten der Großstadt
- 1970 : Emilia Galotti
- 1970 : Unter Kuratel
- 1970–1971 : Die Journalistin (serie TV)
- 1971 : Die Nacht von Lissabon
- 1971 : Dem Täter auf der Spur (serie TV), episodio Tod am Steuer
- 1971 : Carlos
- 1972 : Im Namen der Freiheit
- 1972 : Der Kommissar (serie TV), episodio Traum eines Wahnsinnigen
- 1972 : Dem Täter auf der Spur (serie TV), episodio Der Tod in der Maske
- 1973 : Sonderdezernat K1 (serie TV), episodio Ganoven-Rallye
- 1973 : Der Vorgang
- 1974 : Der Scheck heiligt die Mittel
- 1974 : Tausend Francs Belohnung
- 1974 : Cautio Criminalis oder Der Hexenanwalt
- 1974 : Der Kommissar (serie TV), episodio Drei Brüder
- 1975 : Schließfach 763
- 1975 : Spiel zu zweit
- 1975 : Herbstzeitlosen
- 1976 : Einöd
- 1976 : Derrick (serie TV), episodio Auf eigene Faust
- 1976 : Wege ins Leben (serie TV)
- 1976 : Der Winter, der ein Sommer war
- 1977 : Der Heiligenschein
- 1977 : Operación Ganímedes
- 1978 : Das Lamm des Armen
- 1978 : Geschichten aus der Zukunft (serie TV), episodio Geburt eines Waisenkindes
- 1979 : Wie Rauch und Staub
- 1979 : Galadiner zum 75. Geburtstag von Salvador Dali
- 1979 : Wege in der Nacht
- 1979 : Der Alte (serie TV), episodio Eine große Familie
- 1979 : Wo die Liebe hinfällt
- 1979–1980 : Timm Thaler (serie TV)
- 1980 : Derrick (serie TV), episodio Dem Mörder eine Kerze
- 1981 : Flächenbrand
- 1981 : Der Fuchs von Övelgönne (serie TV), episodio Der Pokal geht an Land
- 1981 : Das Traumschiff (serie TV), episodio Der Ausreißer / Die Hochzeitsreise
- 1981 : Warnung aus dem Käfig
- 1982 : Die Krimistunde (serie TV)
- 1982 : Sonderdezernat K1 (serie TV), episodio Die Spur am Fluß
- 1983 : Derrick (serie TV), episodio Die Tote in der Isar
- 1983 : Geschichten von nebenan (serie TV)
- 1983 : Der Mann von Suez (miniserie)
- 1983 : Mandara (serie TV)
- 1984 : Der Besuch
- 1986 : Losberg (serie TV)
- 1988 : Tatort (serie TV), episodio Pleitegeier
- 1988 : SOKO München (serie TV), episodio Eine unvergeßliche Nacht
- 1989 : Peter Strohm (serie TV), episodio Die sieben Monde des Jupiter
- 1989–1999 : Großstadtrevier (cuatro episodios)
- 1989 : Rivalen der Rennbahn (serie TV)
- 1989 : La Trappola
- 1990 : Das Erbe der Guldenburgs (serie TV), episodios Die große Versuchung y Die wahre Liebe
- 1990 : Ein Heim für Tiere (serie TV), episodio Was ist los mit Ira?
- 1991 : Safari
- 1992 : Dobrodruzství kriminalistiky (serie TV), episodio Hon na rozhlasových vlnách
- 1992 : Glückliche Reise (serie TV), episodio Singapore und Borneo
- 1992 : Tatort (serie TV), episodio Stoevers Fall
- 1993 : Cluedo – Das Mörderspiel (serie TV)
- 1994 : Der Nelkenkönig (serie TV)
- 1994 : Elbflorenz (serie TV)
- 1994 : Im Namen des Gesetzes (serie TV), episodio Kalaschnikow frei Haus
- 1995 : Der Landarzt (serie TV), episodio Heringstage
- 1995 : Doppelter Einsatz (serie TV), episodio Noch zwei Tage bis Rio
- 1995 : Tatort (serie TV), episodio Tod eines Polizisten
- 1996 : Katharina die Große
- 1996 : Sünde einer Nacht
- 1996 : Im Namen des Gesetzes (serie TV), episodio Detektive
- 1997 : Parkhotel Stern (serie TV), episodio Im roten Bereich
- 1997 : Duell zu dritt (serie TV), episodio Manöver des letzten Augenblicks
- 1997 : Tatort (serie TV), episodio Ausgespielt
- 1997 : Unser Charly (serie TV), episodios Schneegänse y Charly auf Abwegen
- 1997 : Der Fahnder (serie TV), episodio Rumpi Menden
- 1997 : Tatort, episodio Undercover-Camping
- 1998 : Geiselfahrt ins Paradies
- 1998 : Zwei allein (serie TV)
- 1998 : Die Menschen sind kalt
- 1999 : Adelheid und ihre Mörder (serie TV), episodio Sondereinsatz
- 1999 : Polizeiruf 110 (serie TV), episodio Rasputin

## Radio
- 1977 : Edward Albee: Zuhören, dirección de Heinz von Cramer (WDR / SR DRS)
- Die drei ???
- Die Gruselserie, a partir de H. G. Francis (sello discográfico Europa)

## Discografía (selección)
Singles
- 1979 : Meine Zeit mit dir / Für dich
- 1980 : Wo sind die Mädchen / Ein kleines Stück von mir

Alben
- 1989 : Lampenfieber